# Нэмото, Нами
Нами Нэмото (яп. 根本 奈美, англ. Nami Nemoto, родилась 24 марта 1975, Япония) — японская конькобежка, участница зимних Олимпийских игр 1998, 2002 и 2006 годов, бронзовый призёр чемпионата мира, 6-кратная чемпион и 3-кратная призёр чемпионата Азии, 4-кратная чемпионка и 11-кратная призёр чемпионата Японии.

## Биография
Нами Нэмото родилась в городе Камисихоро, где и начала кататься на коньках в начальной школе. Её старшая сестра раньше занялась катанием на коньках и стала примером для Нами. С 1989 года участвовала на разных Всеяпонских юношеских студенческих играх, а с 1990 года на чемпионате Японии среди юниоров. В 1992 году на 2-м курсе средней школы Сиракаба Гакуэн Нами стала чемпионом страны в многоборье среди юниоров и в том же году дебютировала на чемпионате мира среди юниоров в Варшаве, где сразу выиграла звание чемпионки мира в многоборье, одержав победы на всех четырёх дистанциях.
В сезоне 1992/93 впервые участвовала на Кубке мира. В 1994 году на чемпионате мира среди юниоров в Берлине заняла 4-е место в многоборье, при этом выиграла 1-е места на дистанциях 500 м и 1000 м. Через год стала чемпионом в забегах на 3000 м и 5000 м на чемпионате Азии на отдельных дистанциях. В 1995 году Нэмото находилась в Берлине перед соревнованиями Кубка мира и во время пробежки по городу на неё напали молодые люди, нанеся ножевое ранение в плечо. После окончания средней школы она присоединилась к престижной компании "Fuji Express Company".
В 1997 году Нэмото вновь завоевала золотую медаль на чемпионате Азии в забеге на 5000 м и серебряную на 3000 м, а на чемпионате Японии стала золотым призёром в забеге на 3000 м и серебряным на 1500 м. Через год взяла два золота на этих дистанциях на чемпионате Японии и стала лучшей в забеге на 5000 м на чемпионате Азии. В 1998 году дебютировала на зимних Олимпийских играх в Нагано, где финишировала 15-й в забеге на 5000 м.
В марте на чемпионате мира на отдельных дистанциях в Калгари стала 10-й на дистанции 5000 м и 15-е на 3000 м.
В 1999 году Нами дебютировала чемпионате мира в классическом многоборье в Хамаре, где заняла 15-е место, также стала 2-й в сумме многоборья на чемпионате Азии. В сезоне 1998/99 она впервые попала на подиум Кубка мира на 7-м этапе в Берлине, завоевав бронзу в забеге на 3000 м. В 2000 году Нэмото стала 12-й на чемпионате мира на отдельных дистанциях в Нагано в забеге на 5000 м. Ещё через год повторно выиграла серебро на чемпионате Азии в многоборье. На чемпионате мира в классическом многоборье в Будапеште вновь заняла 15-е место, а следом на чемпионате мира на отдельных дистанциях в Солт-Лейк-Сити финишировала 10-й на дистанции 5000 м и 15-е на 3000 м.
Нэмото в феврале 2002 года на зимних Олимпийских играх в Солт-Лейк-Сити финишировала 18-й на дистанции 3000 м, а в забеге на 5000 м была дисквалифицирована. Уже через месяц на чемпионате мира в классическом многоборье поднялась на 10-е место. В 2003 году в третий раз выиграла серебро в многоборье на чемпионате Азии и на чемпионате мира в классическом многоборье в Гётеборге стала 16-й. В марте на чемпионате мира на отдельных дистанциях заняла 14-е место в забеге на 1500 м и 20-е на 3000 м. В 2004 году выиграла забег на 3000 м на чемпионате Японии. В сезоне 2004/05 вместе с партнёршами на Кубке мира в Хамаре стала третьей в командной гонке, на этапе в Берлине заняла 2-е место, а на этапе в Базельге-де-Пине стала 1-й.
В 2005 году Нами впервые выиграла чемпионате Азии в многоборье. В феврале на чемпионате мира в классическом многоборье в Москве заняла 9-е место. В марте на чемпионате мира на отдельных дистанциях в Инцелле она завоевала бронзовую медаль в командной гонке. В 2006 году на зимних Олимпийских играх в Турине Нэмото заняла 4-е место в командной гонке и 29-е в забеге на 1500 м. После игр она завершила карьеру спортсменки.